# Троє на дивані
Троє на Дивані (ТнД) — сучасний український рок-гурт, який поєднав мотиви сучасного українського попроке з надзвичайною відвертістю думок та почуттів.

### Історія в роках
2012 рік — навесні зібрався перший склад гурту «Троє на Дивані», до складу якого увійшли барабани, клавіші, гітара, скрипка та вокал. Вже за декілька місяців до компанії приєднався басист. У такому складі було написано перші пісні «Моє життя», «Сонце в артеріях», «Joke». Восени відбувся перший концерт в арткафе «Невідомий Петровський», де гурт грав як власні пісні, так і кавери на відомі композиції.
2013 рік — починається активна діяльність гурту. Виступи у місцевих клубах Дніпра, участь у фестивалях. Продовжується написання та запис нових пісень. У травні молодіжний журнал «Зачёт» публікує першу статтю-інтерв'ю, присвячену «ТнД». Відбуваються зміни у складі. В середині осені «Троє на Дивані» святкує свій день народження, на який збирає повний зал друзів та поціновувачів своєї творчості.
2014 рік — продовжуються зміни у складі. «Троє на Дивані» активно виступає у Дніпрі, бере участь у фестивалі «Fireman». Гурт запрошено на місцевий телеканал для участі в ранковій передачі. Відбуваються зміни у музиці, тексти стають виключно україномовними. Другий день народження «ТнД» святкує вже в одному з найбільших закладів міста — «Рок-Кафе». Цю подію на своїх сторінках висвітлює популярний музичний журнал «Крок у Рок».
2015 рік — гурт почав експериментувати з новим звучанням та записувати нові пісні. 9 квітня гурт видає сингл «На небі», який тепло сприймається слухачами. 29 травня в мережі з'являється експериментальна й нестандартна пісня «Доля», написана на слова Т. Г. Шевченка. Вже за декілька тижнів у соцмережі з'являється live-відео на пісню «На небі». 20 червня «ТнД» відкривають головну сцену фестивалю «Рок-Булава» у Переяславі.
У липні гурт їде у свій перший тур «Сонце-тур», у рамках якого відвідує 8 міст України (Київ, Житомир, Львів, Івано-Франківськ, Чернівці, Хмельницький, Вінниця, Одеса). Під час туру «Троє на Дивані» беруть участь у фестивалі «Global Village fest», який проходить у Чернівцях. 15 серпня виходить новий сингл «Полетіли».
23 серпня «ТнД» грають на фестивалі «Ше.Fest», а вже на наступний день святкують День Незалежності України на сцені «Вишиванкового фестивалю».
5 вересня — виступ на сцені одного з найбільших фестивалів країни — «Республіки».

### Склад на сьогодні
- Вокал — Ная — Анна Яценко

### Пісні
- Моє життя
- Птахолови
- С. О. Н.
- Сонце в Артеріях
- На небі
- Полетіли
- Доля
- Ты
- Joke
- Кроки
- Все має значення
- Напиши
- Ніхто
- Полетіли
- Сонце в Артеріях 2
- My friend